# فلامورین
فلامورین (به انگلیسی: Phellamurin) با فرمول شیمیایی C۲۶H۳۰O۱۱ یک ترکیب شیمیایی با شناسه پاب‌کم ۱۹۳۸۷۶ است. که جرم مولی آن ۵۱۸٫۵۰ g/mol می‌باشد. 